# Affaire Reckya Madougou
Pour les articles homonymes, voir Madougou.
Le texte peut changer fréquemment, n’est peut-être pas à jour et peut manquer de recul. 
Le titre et la description de l'acte concerné reposent sur la qualification juridique retenue lors de la rédaction de l'article et peuvent évoluer en même temps que celle-ci.
L'affaire Reckya Madougou est une affaire politico-judiciaire béninoise qui a pour point de départ l'arrestation le mercredi 3 mars 2021 à Porto-Novo de la femme politique Reckya Madougou.
Accusée d'avoir participé à un projet d'assassinats politiques visant à perturber la présidentielle béninoise du 11 avril 2021 après le rejet de sa propre candidature, Reckya Madougou est poursuivie pour association de malfaiteurs et terrorisme et emprisonnée, ainsi que d'autres personnes accusées d'être ses complices : un de ses proches collaborateurs, un colonel à la retraite et un membre des forces de l'ordre. Le juge chargé du dossier dénonce le 5 avril un dossier vide et des pressions du pouvoir récurrentes empêchant la justice de s'exercer en toute autonomie. Sa condamnation a suscité des réactions dans les médias internationaux, critiquant un virage autoritaire et un manque d'indépendance de la justice béninoise.

## Arrestation et accusations
Pour un article plus général, voir Élection présidentielle béninoise de 2021.
Le mercredi 3 mars 2021, Reckya Madougou participe à une conférence publique à Porto Novo, avec d'autres membres de l'opposition candidats à l'élection présidentielle du 11 avril 2021, dont les dossiers ont également été rejetés, dont notamment Joël Aïvo, du Front pour la restauration de la démocratie (FRD). Au cours ce meeting ceux ci rassurent leur militants quant à leur participation à l'élection présidentielles malgré l'invalidation de leur candidature par la Commission électorale nationale autonome (Cena) et la Cour suprême. Lors du chemin du retour, la voiture de  Reckya Madougou est arrêtée par la police républicaine, les autres occupants de la voiture en sont expulsés et elle est conduite dans les locaux de la Brigade économique et financière (BEF). Selon le procureur, elle est mise en cause dans une procédure d’enquête judiciaire ouverte le vendredi 26 février 2021.
Elle est alors poursuivie pour association de malfaiteurs et terrorisme. Le jeudi 4 mars 2021, Elonm Mario Mètonou, le procureur spécial près la Cour de répression des infractions économiques et du terrorisme (CRIET) tient une conférence de presse Il explique que le 24 février 2021 vers 22 h 30, Georges Sacca, un des plus proches collaborateurs de Reckyath Madougou à Parakou, serait entré en contact avec le colonel Ibrahim Mama Touré pour lui confier une mission de double assassinat à commettre sur deux autorités politiques. Ladite mission aurait fait l'objet d'une somme convenue et versée par Georges Sacca au colonel Ibrahim Mama Touré de la part de Reckyath Madougou dans la journée du vendredi 26 février 2021, opération de remise fonds pendant laquelle les deux individus sont interpellés par la police républicaine.
Le vendredi 5 mars 2021, Reckya Madougou  est présentée au procureur spécial de la Cour de répression des infractions économiques et du terrorisme (CRIET) puis au juge d'instruction pour une implication visant à perturber le scrutin présidentiel en perpétrant des actes de terreur, notamment l'assassinat programmé de deux personnalités politiques béninoises. Elle est mise sous mandat de dépôt à la prison civile de Missérété après une perquisition  à son domicile dans cette même journée de vendredi, le mandat étant signé par le procureur spécial près de la Cour de Répression des Infractions économiques et du Terrorisme (CRIET).
D'autres personnes ont aussi été arrêtées dans cette même affaire, : il s'agit de Georges Sacca un co-accusé qui aurait servi d'intermédiaire entre Reckya Madougou et Ibrahim Mama Touré, colonel de l’ex-gendarmerie à la retraite. Tous deux sont inculpés pour les infractions présumées d’association de malfaiteurs et terrorisme. Quant au fonctionnaire de la police dénommé, Gbassiré il est poursuivi pour les faits d’abus de fonction, car il lui est reproché d’avoir fourni des renseignements aux mis en cause dans le but de faciliter l’opération.

## Témoignage d'un ministre
Le vendredi 05 mars 2021, Modeste Kérékou, ministre béninois des Petites et moyennes entreprises et de la Promotion de l’Emploi fait des révélations sur une tentative de déstabilisation du Bénin. À la télévision nationale du Bénin de l’Office de radiodiffusion et télévision du Bénin (ORTB), il montre des captures d’écrans de messages WhatsApp qui lui auraient été envoyés par erreur en décembre 2018, par un numéro affichant indicatif du Togo et présentant en profil une photo de Madame Reckya Madougou. Selon lui, son interlocuteur aurait tenu des propos complotistes avant de se rendre compte de son erreur et de supprimer ladite photo de profil et tous les messages échangés.
Au regard des sigles utilisés dans les échanges, le nom de quatre chefs d'État de l'Afrique de l'ouest auraient été cités dans cette affaire. Il s'agit de ADO pour le président ivoirien Alassane Dramane Ouattara, FG pour le président togolais, Faure Gnassingbé, Buhari pour le président nigérian, Muhammadu Buhari, et Mahamadou Issoufou le président Nigérien,, et de PT pour le président Patrice Talon, vers qui une opération de déstabilisation était programmée.  Il assure par ailleurs rendre disponible son téléphone pour toute expertise qu’il plairait à la justice béninoise d’ordonner aux fins d’authentifier les messages.

## Réactions
Très vite, le gouvernement est accusé par l'opposition d'avoir instrumentalisé la lutte contre le terrorisme pour procéder à une arrestation qu'elle juge politique et dénuée de fondement. Selon elle, l'arrestation aurait été décidée par l'appareil judiciaire sous la pression des autorités, et aurait pour origine la fortune personnelle de Reckya Madougou, susceptible de financer une opposition conséquente au gouvernement. Des meetings sont organisés courant mars pour réclamer sa libération,. Les accusations de l'opposition sont appuyées par la fuite du pays d'Essowé Batamoussi le 5 mars. Ce Juge à la Cour de la répression des infractions économiques et du terrorisme (Criet) affirme ne plus pouvoir exercer de manière indépendante, dénonçant les pressions du pouvoir pour constituer des dossiers à charge sur les opposants politique, y compris dans l'affaire Reckya Madougou, dont « le dossier ne comportait aucun élément qui pouvait nous décider à la mettre en détention ». Le gouvernement dénonce quant à lui une manipulation politique visant à déstabiliser l'État,.

## Suites
Le 9 juillet 2021, les avocats de Reckya Madougou déposent auprès du procureur de la Cour de répression des infractions économiques et du terrorisme une demande de mise en liberté provisoire de leur cliente.
Le 11 décembre 2021 Reckya Madougou est condamnée par la Cour de répression des infractions économiques et du terrorisme (Criet) à 20 ans de réclusion et une amende de 50 millions de francs et reconnue coupable de complicité d’actes terroristes. Elle ne fait pas appel, estimant que sa condamnation est politique, son propre avocat jugeant le dossier d'accusation vide,,. Essowé Batamoussi qui a fui le Bénin juste avant les présidentielles pour s'exiler à Paris a pointé les problèmes d'indépendance de la justice de son pays. Joël Aïvo, un autre opposant arrêté au lendemain du scrutin a également écopé d'une condamnation à 10 ans de réclusion pour « complot contre l’autorité de l’État » et « blanchiment de capitaux »,. À la suite de cette condamnation la BBC juge que le Bénin a pris un tournant autoritaire pour museler l'opposition,.